# Кромолув (Опольське воєводство)
Кромолув (пол. Kromołów, нім. Kramelau) — село в Польщі, у гміні Вальце Крапковицького повіту Опольського воєводства.
Населення — 462 особи (2011).

## Демографія
Демографічна структура станом на 31 березня 2011 року:
|          | Загалом | Допрацездатний вік | Працездатний вік | Постпрацездатний вік |
| -------- | ------- | ------------------ | ---------------- | -------------------- |
| Чоловіки | 198     | 43                 | 126              | 29                   |
| Жінки    | 264     | 61                 | 137              | 66                   |
| Разом    | 462     | 104                | 263              | 95                   |